# Florian Kührer-Wielach
Florian Kührer-Wielach (* 27. März 1982 in Horn, Niederösterreich) ist ein österreichischer
Zeit- und Osteuropahistoriker.

## Leben
Kührer-Wielach studierte von 2002 bis 2008 Geschichte und Romanistik in Wien und Cluj-Napoca/Klausenburg. Von 2009 bis 2012 war er Assistent am  Initiativkolleg „Europäische historische Diktatur- und Transformationsforschung“ der Universität Wien (Sprecher: Oliver Rathkolb), anschließend Stipendiat am Leibniz-Institut für Europäische Geschichte in Mainz. 2013 wurde er mit einer Arbeit zu Rumänien in der Zwischenkriegszeit an der Universität Wien zum Dr. phil. promoviert (Betreuer: Oliver Jens Schmitt) und trat eine Stelle als wissenschaftlicher Mitarbeiter am Institut für deutsche Kultur und Geschichte Südosteuropas an der Ludwig-Maximilians-Universität München (IKGS) an, dessen Direktor er seit 2015 ist. Er ist Mitglied im Vorstand des Arbeitskreises für Siebenbürgische Landeskunde (AKSL) und der Kommission für Geschichte und Kultur der Deutschen in Südosteuropa (KGKDS).
Kührer-Wielach forscht zu Regionalität und Regionalismus sowie Transformationsgeschichte im 19. und 20. Jahrhundert in Zentral- und Südosteuropa; Minderheiten im und aus dem Donau-Karpaten-Raum, insbesondere zur Geschichte der deutschen bzw. deutschsprachigen Gruppen der Donaumonarchie; Konfessionalisierung und Konfessionalismus; Nationalsozialismus und seine Kontinuitäten nach 1945; Geheimdienstakten und Aufarbeitung des Kommunismus; Imagologie des „Ostens“.
Er ist Herausgeber der Zeitschriften „Spiegelungen. Zeitschrift für deutsche Kultur und Geschichte Südosteuropas“ und „Halbjahresschrift für Geschichte und Zeitgeschehen in Zentral- und Südosteuropa“ sowie Mitherausgeber der wissenschaftlichen  Buchreihe „Veröffentlichungen des Instituts für deutsche Kultur und Geschichte Südosteuropa an der Ludwig-Maximilians-Universität München“.

## Auszeichnungen
- 2014: Richard G. Plaschka-Preis[1]
- 2014: Grete Mostny-Dissertationspreis[2]
- 2015: Danubius Young Scientist Award[3]
- 2015: Leistungspreis Forschung des Scientia Fonds[4]

## Publikationen (Auswahl)
Monographien
- Vampire. Monster–Mythos–Medienstar. Kevelaer: Butzon & Bercker 2010. (Sachbuch)
- Siebenbürgen ohne Siebenbürger? Zentralstaatliche Integration und politischer Regionalismus nach dem Ersten Weltkrieg. De Gruyter Oldenbourg Verlag: München 2014 (Südosteuropäische Arbeiten 153).

Herausgeberschaften
- Transformation in East Central Europe. 1918 and 1989 – a Comparative Approach. Special issue der European Review of History, Volume 23, 2016 – Issue 4. Hrsg. mit Sarah Lemmen.
- Mutter: Land – Vater: Staat. Loyalitätskonflikte, politische Neuorientierung und der Erste Weltkrieg im österreichisch-russländischen Grenzraum. Verlag Friedrich Pustet: Regensburg 2017. Hrsg. mit Markus Winkler.
- Orthodoxa Confessio? Konfessionsbildung, Konfessionalisierung und ihre Folgen in der östlichen Christenheit Europas. Vandenhoeck & Ruprecht: Göttingen 2018. Hrsg. mit Mihai-D. Grigore.
- Zwischen Trauer und Triumph. Das Jahr 1918 in der mitteleuropäischen Literatur. Verlag Friedrich Pustet: Regensburg 2018. Hrsg. mit Peter Becher.
- Aus den Giftschränken des Kommunismus. Methodische Fragen zum Umgang mit Überwachungsakten in Zentral- und Südosteuropa. Verlag Friedrich Pustet: Regensburg 2018. Hrsg. mit Michaela Nowotnick.
- Wohnblockblues mit Hirtenflöte. Rumänien neu erzählen. Verlag Klaus Wagenbach: Berlin 2018 (WAT 794). Hrsg. mit Michaela Nowotnick. (Anthologie).
- Blick ins Ungewisse. Visionen und Utopien im Donau-Karpaten-Raum. 1917 und danach. Verlag Friedrich Pustet: Regensburg 2019. Hrsg. mit Angela Ilić, Irena Samide, Tanja Žigon.